# Albemarle Bertie, IX conte di Lindsey
Albemarle Bertie, IX conte di Lindsey (Inghilterra, 17 settembre 1744 – Inghilterra, 17 settembre 1818), è stato un nobile e militare britannico.

## Biografia
Figlio dell'avvocato Peregrine Bertie, Albemarle era pronipote di Montagu Bertie, II conte di Lindsey.

### La carriera militare
Nel 1762, ottenne di entrare nell'esercito inglese come alfiere del 1st Foot Guards. Divenne tenente e poi capitano nel 1769 sempre nel medesimo reggimento sino a raggiungere il grado di tenente colonnello nel 1776 e poi quello di colonnello nel 1781.
Nel 1793, venne promosso maggiore generale e nominato colonnello dell'81st Regiment of Foot da poco costituito il 19 settembre con l'istruzione di reclutare nuovi volontari per esso. Nel 1794, ottenne il comando come colonnello del 9th (East Norfolk) Regiment of Foot. Bertie venne promosso tenente generale nel 1798 e generale nel 1803. Nel 1804, il duca di York lo raccomandò come colonnello per il 77th Regiment of Foot, poi parte del contingente indiano, evidenziandone le notevoli doti militari. Nel 1808, divenne comandante dell'89th Regiment of Foot dopo che John Whitelocke venne degradato e privato dell'incarico. Bertie si ritirò dal servizio attivo nel 1809 dopo aver ritirato il titolo di conte di Lindsey da un suo cugino di terzo grado.

### La carriera politica
Parallelamente alla carriera militare, Albemarle condusse anche una carriera politica: nel 1801, venne nominato membro del parlamento per la circoscrizione elettorale di Stamford, dove pure la famiglia Bertie aveva degli interessi elettorali. Mantenne tale posizione sino a quando non succedette a suo cugino nel titolo di conte, ma si dimostrò ben poco interessato all'attività del parlamento. Lindsey ereditò anche il titolo irlandese di Visconte Cullen nel 1810, ma de facto non lo reclamò mai. Nel 1814, venne nominato governatore del Castello di Blackness e nel marzo del 1818 di Charlemont Fort.
Morì nel giorno del suo 74º compleanno.

## Matrimonio e figli
Nel 1794, sposò Eliza Maria Clay, figlia di William Clay, ma la coppia non ebbe eredi. Nel 1809, sposò Charlotte Susannah Elizabeth Layard, figlia di un pastore protestante, con la quale ebbe tre figli:
- Charlotte, più nota col nome di Lady Charlotte Guest
- George Augustus Frederick Albemarle Bertie, X conte di Lindsey
- Montagu Peregrine Bertie, XI conte di Lindsey